# Arbeitsverdichtung
Unter Arbeitsverdichtung versteht man in der Betriebswirtschaftslehre und im Personalwesen eine Erhöhung des Arbeitsvolumens bei Arbeitnehmern pro Zeitspanne.

## Allgemeines
Das Unternehmensziel der Gewinnmaximierung oder Kostendeckung kann auch durch das Subziel Kostensenkung erreicht werden. Der Zwang zur Kostensenkung verlangt unter anderem nach Rationalisierungen, zu denen auch die Arbeitsverdichtung gehört. Nach einer Studie des Wirtschafts- und Sozialwissenschaftlichen Instituts (WSI) sind in denjenigen Betrieben, die einer rendite- oder kennziffernorientierte Leistungssteuerung (output) folgen, wie es beispielsweise durch Zielvereinbarungen, Profit-Center oder Benchmarks erreicht werden kann, die Arbeitsverdichtung und der Termindruck überdurchschnittlich hoch. Restrukturierungen, Umorganisation und Stellenabbau (bzw. Unterbesetzung) führen häufig zu einer Arbeitsverdichtung. Dies wurde beispielsweise 2008 über den Umbau der Deutschen Bundesbahn aus Sicht der Beschäftigten berichtet und 2014 für in Krankenhäusern beschäftigtes medizinisches Personal und Pflegepersonal.
Durch die Arbeitsverdichtung muss die einzelne Arbeitskraft entweder ihre bisherigen Aufgaben in kürzerer Arbeitszeit bewältigen (beispielsweise Erhöhung der Akkordvorgaben) oder bekommt mehr Aufgaben zugewiesen (etwa durch Jobenlargement oder Jobenrichment). Ein prominentes Beispiel war die Übernahme von Agenden des Wirtschaftsministeriums durch den Arbeitsminister in Österreich 2022. Oft sind Maßnahmen der Arbeitsverdichtung durch Tarifvertrag begrenzt, etwa die Erhöhung der Arbeitsintensität in der Fließfertigung, oft nicht.

## Rechtsfragen
Gemäß § 4 Nr. 3 ArbSchG hat der Arbeitgeber bei Maßnahmen des Arbeitsschutzes den Stand der Technik, Arbeitsmedizin und Hygiene sowie sonstige gesicherte arbeitswissenschaftliche Erkenntnisse zu berücksichtigen. Er hat nach § 5 Abs. 3 ArbSchG eine Gefährdung der Arbeitnehmer zu vermeiden, die sich insbesondere ergeben kann durch die Gestaltung und die Einrichtung der Arbeitsstätte und des Arbeitsplatzes, physikalische, chemische und biologische Einwirkungen, die Gestaltung, die Auswahl und den Einsatz von Arbeitsmitteln, insbesondere von Arbeitsstoffen, Maschinen, Geräten und Anlagen sowie den Umgang damit, die Gestaltung von Arbeits- und Fertigungsverfahren, Arbeitsabläufen und Arbeitszeit und deren Zusammenwirken, unzureichende Qualifikation und Unterweisung der Beschäftigten oder psychische Arbeitsbelastungen. Wenn es an einer Gefährdungsbeurteilung fehlt oder diese Aspekte bislang nicht beachtet worden sind, kann der Betriebsrat nach der Rechtsprechung des Bundesarbeitsgerichts BAG sein Initiativrecht nach § 87 Abs. 1 Nr. 7 BetrVG (Mitbestimmung im Arbeits- und Gesundheitsschutz) geltend machen. Er hat insbesondere mitzubestimmen bei der Auswahl eines Analyseverfahrens, damit dieses die Belastungssituation realistisch erfasst.
So ist die Kündigung eines Arbeitnehmers nicht gerechtfertigt, wenn dessen Aufgaben vollständig auf andere Kollegen übertragen wurden, so dass diese Kündigung zu einer rechtswidrigen Überforderung oder Benachteiligung des im Betrieb verbliebenen Personals führe. Die Verlagerung der Aufgaben auf andere Kollegen hatte bei diesen zu einer Arbeitsverdichtung geführt, die als „überobligationsmäßige Leistungen“ (also nicht im Rahmen ihrer vertraglich geschuldeten regelmäßigen wöchentlichen Arbeitszeit) erledigt werden können, anzusehen ist. Eine Verlagerung zusätzlicher Aufgaben auf andere Mitarbeiter setze voraus, dass bei diesen hinreichend freie Arbeitskapazitäten vorhanden sind.

## Messung
Die Arbeitsverdichtung {\displaystyle AV} wird durch den Verdichtungsgrad gemessen. Dieser ergibt sich aus dem Verhältnis der tatsächlichen Arbeitsverdichtung {\displaystyle AV_{t}} zur möglichen Arbeitsverdichtung {\displaystyle AV_{m}}:
{\displaystyle AV={\frac {AV_{t}}{AV_{m}}}}.
Eine Verbesserung der Arbeitsproduktivität tritt ein, wenn die tatsächliche Arbeitsverdichtung möglichst nah an die mögliche Arbeitsverdichtung herankommt und umgekehrt.

## Arten
Man unterscheidet zwischen struktureller Arbeitsverdichtung durch Einsatz neuer technischer Mittel oder generelle organisatorische Maßnahmen und variabler Arbeitsverdichtung. Im ersten Fall ist die Arbeitsverdichtung vorgegeben, im letzten Fall ergibt sie sich aus den Umständen wie etwa bei der kundenbedingten Verkürzung einer Lieferfrist, durch die ein Auftrag schneller als geplant abgearbeitet werden muss. Wird aus einer Vollzeitbeschäftigung eine Teilzeitarbeit unter Beibehaltung der Aufgaben, ist dies im Regelfall mit einer Arbeitsverdichtung verbunden.

## Wirtschaftliche Aspekte
Betriebswirtschaftlich sorgt die Arbeitsverdichtung für eine bessere Nutzung der Personalkapazitäten und vermeidet die Verschwendung von Arbeitskräften. Die Arbeitsverdichtung führt bei Fertigungslinien zu einer Verringerung der Taktzeit. Sie kann dadurch zu einer Verbesserung der Arbeitsproduktivität führen, so dass eine Personalfreisetzung möglich ist. Durch Verbesserung der Arbeitsverdichtung erhöht sich die Arbeitsintensität, während sich die Durchlaufzeit verringert. Entweder ist das gleiche Arbeitsvolumen in kürzerer Arbeitszeit zu bewältigen oder es muss in einem bestimmten Zeitraum mehr Arbeitsleistung erbracht werden.

## Folgen
Die Arbeitsverdichtung ist für das Personal meist mit negativen Folgen verbunden, denn sie erhöht Arbeitsleid, Stress, Termindruck oder Zeitdruck. Die steigende Arbeitsbelastung birgt die Gefahr von Fehlzeiten mit einem hiermit verbundenen höheren Krankenstand bis hin zum Burn-out in sich. Hohe Arbeitsintensität hat sich als entscheidender Risikofaktor für Erholungsunfähigkeit, Erschöpfung, hohen Blutdruck und sogar depressive Störungen erwiesen.
Das Unternehmen kann durch Arbeitsverdichtung seine Gewinne und damit seine Wettbewerbsfähigkeit steigern. Unter Umständen kann einer Arbeitsverdichtung durch eine entsprechende Arbeitsgestaltung, Infrastruktur und Unterstützungsprozesse entgegengewirkt werden. Der Stressreport 2012 zeigte insgesamt für die vorangehenden Jahre eine erhöhte Arbeitsverdichtung auf. Die für den DAK-Gesundheitsreport 2013 befragten Ärzte äußerten die Auffassung, dass Arbeitsverdichtung, Konkurrenzdruck und lange Arbeitszeiten zu mehr Krankschreibungen mit psychischer Diagnose führten. Ähnliches war auch im DAK-Gesundheitsreport 2012 festgestellt worden.